# Riccardo Montolivo
Riccardo Montolivo (ur. 18 stycznia 1985 w Caravaggio) – włoski piłkarz pochodzenia niemieckiego, występujący na pozycji środkowego pomocnika. Jest wychowankiem Atalanty BC, w której zadebiutował w 2003. W 2005 na zasadzie współwłasności został zawodnikiem Fiorentiny, a po roku działacze tej drużyny wykupili Montolivo z Atalanty na stałe. W 2007 piłkarz został wybrany najlepszym graczem młodego pokolenia w Serie A. W 2008 po raz pierwszy wystąpił w rozgrywkach Ligi Mistrzów. W 2010 został kapitanem Fiorentiny. Od sezonu 2012/2013 jest zawodnikiem włoskiego AC Milan.
W reprezentacji Włoch Montolivo zadebiutował 17 października 2007 w towarzyskim meczu z RPA. W 2008 wystąpił na Igrzyskach Olimpijskich w Pekinie, a w 2009 został powołany do kadry na Puchar Konfederacji, a w 2010 wziął udział w mistrzostwach świata. Wcześniej występował w młodzieżowych zespołach swojego kraju do lat 15, 18, 19 i 21. Z zespołem U-21 Montolivo dwa razy brał udział w mistrzostwach Europy.

## Życie prywatne
Matka Riccarda – Antje – jest Niemką i urodziła się w Kilonii, gdzie piłkarz co roku spędza tydzień wakacji. Jego ojciec – Marcello – pochodzi z Bergamo. Jest emerytowanym lekarzem, był ordynatorem i anestezjologiem w szpitalu Galeazzi w Mediolanie. Brat piłkarza – o cztery lata starszy Luca – jest prawnikiem. Także trenuje piłkę nożną i również występuje na pozycji pomocnika. Riccardo niegdyś rozpoczął studia ekonomii w Bergamo, ale wkrótce je porzucił. Piłkarz został ochrzczony jako protestant, ale czuje się ateistą. Piłkarskimi idolami Montolivo są Steven Gerrard i Daniele De Rossi. Największymi przyjaciółmi gracza są natomiast Dario Dainelli, Massimo Gobbi i Giampaolo Pazzini. Ulubionym wykonawcą muzycznym zawodnika jest Robbie Williams.

## Kariera klubowa

### Atalanta Bergamo

#### Sezon 2003/2004
Riccardo Montolivo jest wychowankiem Atalanty BC, w której trenował od piętnastego roku życia. Zawodową karierę rozpoczął w 2003, kiedy to został włączony do kadry pierwszego zespołu. W barwach Atalanty zadebiutował 9 września podczas zremisowanego 0:0 pojedynku Serie B z Piacenzą, zmieniając w 81. minucie Michele Marcoliniego. Montolivo początkowo pełnił w zespole rolę rezerwowego i na boisko wchodził w drugiej połowie meczów z ławki rezerwowych. Pierwsze spotkanie w wyjściowym składzie piłkarz rozegrał 4 października, a Atalanta pokonała 2:1 Hellas Werona. Od tego momentu Montolivo coraz częściej występował w podstawowym składzie, a 7 grudnia w pojedynku przeciwko AS Bari strzelił swojego pierwszego gola dla Atalanty. W sezonie 2003/2004 zawodnik rozegrał łącznie 41 ligowych meczów, w tym 21 w podstawowym składzie i zdobył cztery bramki. Atalanta zajęła w lidze piąte miejsce i dzięki zwycięstwu w barażach awansowała do Serie A. Montolivo w linii pomocy grywał najczęściej z takimi zawodnikami jak Michele Marcolini, Damiano Zenoni, Antonino Bernardini, Alex Pinardi oraz Nicola Mingazzini. Po zakończeniu rozgrywek chęć pozyskania Montolivo wyraził Inter Mediolan.

#### Sezon 2004/2005
Z powodu kontuzji Montolivo nie mógł wystąpić w pierwszych meczach sezonu 2004/2005. W rozgrywkach Serie A zadebiutował 12 września 2004 w zremisowanym 2:2 spotkaniu z Lecce. Od początku sezonu 2004/2005 był podstawowym graczem Atalanty, a w pomocy podobnie jak w poprzednich rozgrywkach grywał najczęściej z Marcolinim, Bernardinim i Mingazzinim, a także z Andreą Lazzarim. 23 października Montolivo zdobywając bramkę w meczu przeciwko Cagliari Calcio ustalił wynik spotkania na 2:2. W następnej kolejce ligowych rozgrywek również strzelił gola i zapewnił swojej drużynie remis 2:2 w pojedynku z Parmą. 23 stycznia 2005 w meczu przeciwko Lecce Montolivo po raz pierwszy w karierze został ukarany czerwoną kartką. Atalanta Bergamo w sezonie 2004/2005 zajęła ostatnie miejsce w tabeli Serie A i spadła do drugiej ligi, natomiast z Pucharu Włoch została wyeliminowana w ćwierćfinale przez Inter Mediolan. Montolivo wystąpił łącznie 32 spotkaniach ligowych i sześciu pucharowych.

### ACF Fiorentina

#### Sezon 2005/2006
Latem 2005 Montolivo na zasadzie współwłasności przeniósł się do zespołu ACF Fiorentina, z którym podpisał pięcioletni kontrakt. Działacze klubu wykupili połowę praw do karty zawodnika za trzy i pół miliona euro. W nowym klubie Włoch otrzymał koszulkę z numerem 18. W okienku transferowym do Fiorentiny został sprowadzony również Giampaolo Pazzini, z którym Montolivo rozpoczynał piłkarską karierę w Atalancie Bergamo. W barwach Fiorentiny Montolivo zadebiutował 25 września w przegranym 0:1 ligowym pojedynku z Interem. W 69. minucie zmienił wówczas Stefano Fiore. Pierwszy mecz w podstawowym składzie piłkarz zagrał 6 listopada, kiedy to Fiorentina pokonała 2:0 Ascoli. W sezonie 2005/2006 włoski pomocnik pełnił rolę rezerwowego. Wystąpił w 20 ligowych spotkaniach, w tym siedmiu w podstawowym składzie. W linii pomocy Fiorentiny grywali najczęściej Marco Donadel, Cristian Brocchi, Stefano Fiore, Luis Jiménez i Martin Jørgensen.

#### Sezon 2006/2007
Latem 2006 włodarze Fiorentiny mimo problemów związanych z oskarżeniem o udział w aferze Calciopoli wykupili Montolivo z Atalanty na stałe i dopłacili drużynie z Bergamo dwa miliony euro. W sezonie 2006/2007 Włoch wywalczył sobie miejsce w podstawowej jedenastce swojego klubu i rozegrał 36 pojedynków w Serie A. Fiorentina mimo 15 odjętych punktów w ligowej tabeli zajęła szóste miejsce i zapewniła sobie awans do przyszłorocznych rozgrywek Pucharu UEFA. W Pucharze Włoch włoski klub najpierw pokonał 3:0 Giarre Calcio, a następnie został wyeliminowany przez Genoę. Montolivo nie zagrał w żadnym ze spotkań pucharowych, trener Fiorentiny – Cesare Prandelli wystawiał go do gry tylko w pojedynkach Serie A. W marcu 2007 piłkarz poinformował, że zamierza pozostać we Florencji.

#### Sezon 2007/2008
20 września 2007 w zremisowanym 1:1 meczu z holenderskim FC Groningen Montolivo zadebiutował w rozgrywkach Pucharu UEFA. W rewanżowym spotkaniu również padł wynik 1:1, a Fiorentina awans do rundy grupowej zapewniła sobie dzięki zwycięstwu w serii rzutów karnych. W październiku Montolivo przedłużył swój kontrakt z Fiorentiną do 2012. Nowa umowa gwarantowała mu zarobki w wysokości około trzech milionów euro rocznie. Wkrótce włoski piłkarz otrzymał nagrodę dla najlepszego zawodnika młodego pokolenia w Serie A za 2007 rok. W rundzie jesiennej sezonu 2007/2008 Montolivo zdobył dwie bramki, w wygranych meczach z Empoli FC (3:1) i Cagliari Calcio (5:1). W marcu 2008 działacze Milanu zaoferowali Fiorentinie w zamian za niego Alberto Gilardino. Do zawarcia umowy ostatecznie nie doszło, natomiast Gilardino po zakończeniu rozgrywek został sprowadzony do Fiorentiny za 14 milionów euro. Fiorentina w końcowej tabeli sezonu 2007/2008 zajęła w Serie A czwartą pozycję i wywalczyła sobie prawo startu w eliminacjach Ligi Mistrzów. Z Pucharu UEFA włoska drużyna została wyeliminowana w półfinale przez Rangers. Oba mecze ze szkockim zespołem zakończyły się bezbramkowym remisem, jednak Rangersi wygrali 4:2 w serii rzutów karnych.

#### Sezon 2008/2009

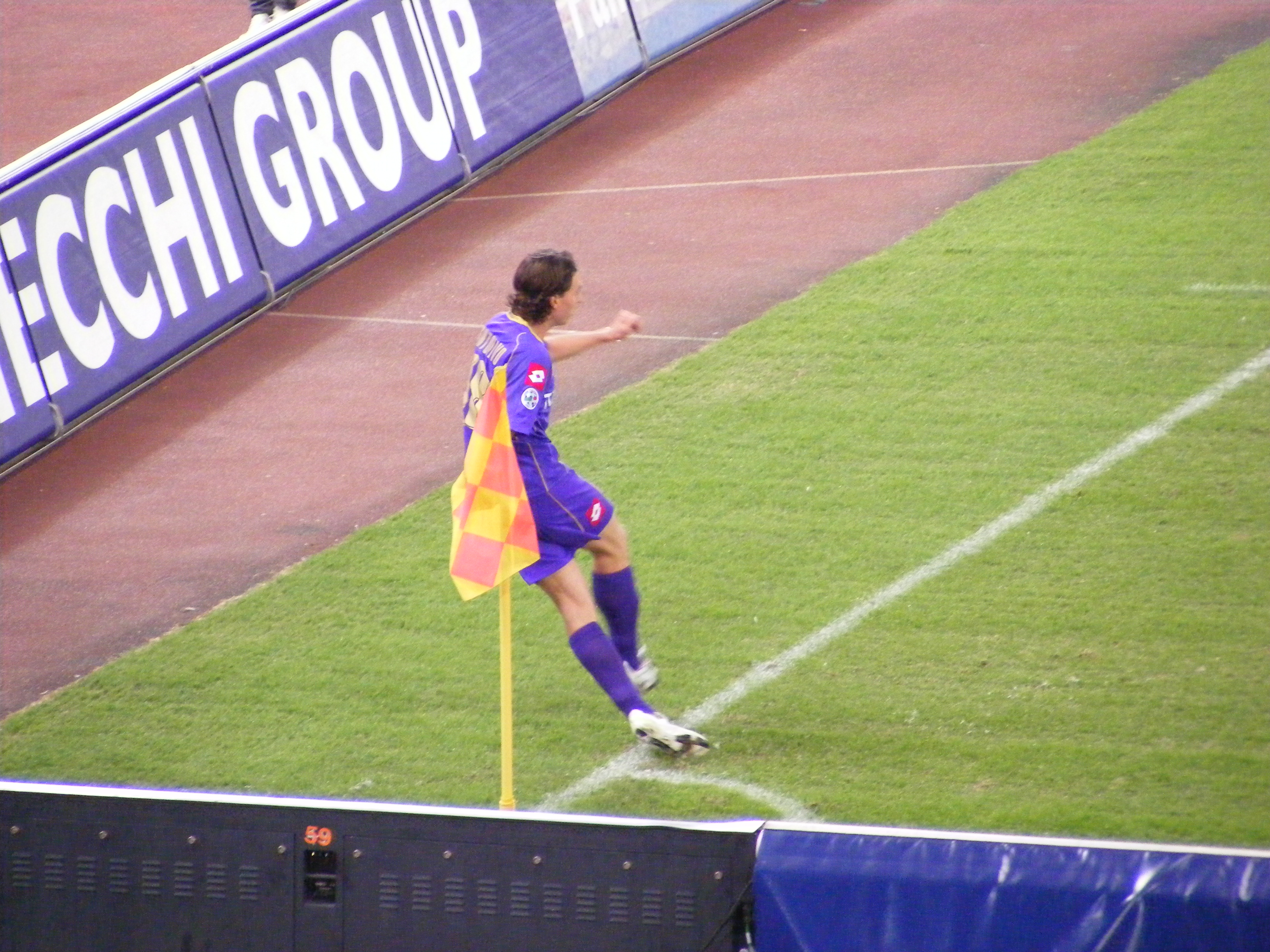
Montolivo wykonujący rzut rożny w meczu z Lazio

Z powodu kontuzji, której nabawił się na Igrzyskach Olimpijskich w Pekinie, Montolivo nie wystąpił w dwumeczu eliminacji do Ligi Mistrzów ze Slavią Praga oraz w pojedynku pierwszej kolejki Serie A przeciwko Juventusowi. W Champions League Fiorentina zajęła trzecie miejsce w rundzie grupowej i zgodnie z zasadami rozpoczęła rywalizację w Pucharze UEFA. Z tych rozgrywek Fiorentina została jednak wyeliminowana w 1/16 finału przez AFC Ajax, z którym najpierw przegrała 0:1, a następnie zremisowała 1:1. W rozgrywkach ligowych włoski klub podobnie jak przed rokiem zajął czwarte miejsce i zapewnił sobie prawo startu w eliminacjach Ligi Mistrzów. 22 listopada 2008 Montolivo strzelił dwa gole dla swojej drużyny w zwycięskim 4:2 pojedynku z Udinese Calcio. Włoch w sezonie 2008/2009 zdobył łącznie cztery bramki w lidze, strzelił zwycięskie gole w meczach przeciwko Sampdorii (1:0) i SSC Napoli (2:1). 17 stycznia 2009 w przegranym 0:1 spotkaniu z Milanem Montolivo po raz pierwszy w karierze pełnił rolę kapitana Fiorentiny.

#### Sezon 2009/2010
Kolejne rozgrywki Montolivo również rozpoczął jako podstawowym zawodnik swojego klubu. Do końca 2009 zdobył 2 gole: w zwycięskim 5:2 pojedynku rundy grupowej Ligi Mistrzów z węgierskim Debreczynem oraz w przegranym 1:2 ligowym spotkaniu z Chievo Werona. Po tym, jak na początku 2010 z Fiorentiny odeszli Dario Dainelli i Martin Jørgensen, nowym kapitanem zespołu został właśnie Montolivo. Włoski pomocnik stwierdził, że odejście tych 2 zawodników to poważne osłabienie drużyny, jednak razem z doświadczonymi Sébastienem Freyem i Marco Donadelem postara się przekazać pewność siebie nowym graczom. W jednym z wywiadów Montolivo powiedział, że uważa Florencję za swój dom i mimo zainteresowania ze strony innych zespołów nie zamierza zmieniać klubu. Po pierwszym spotkaniu 1/8 finału Ligi Mistrzów z Bayernem Monachium piłkarz otwarcie skrytykował postawę sędziów, którzy uznali zdobytego z pozycji spalonej gola Miroslava Klose. Bramka ta zadecydowała o zwycięstwie Niemców 2:1. Razem z Fiorentiną w końcowej tabeli Serie A Montolivo uplasował się na 11. pozycji nie uzyskując awansu do europejskich pucharów.

### AC Milan
Od sezonu 2012/2013 Montolivo będzie graczem włoskiego klubu AC Milan do którego przyjdzie jako wolny zawodnik.Zawodnik podpisał już 4 letni kontrakt.

### Statystyki
Stan na 3 listopada 2012
| Sezon     | Klub           | Liga    | Liga  | Liga | Coppa Italia | Coppa Italia | Coppa Italia | Puchary Europejskie         | Puchary Europejskie | Puchary Europejskie |
| Sezon     | Klub           | sezon   | Mecze | Gole | sezon        | Mecze        | Gole         | Rozgrywki                   | Mecze               | Gole                |
| --------- | -------------- | ------- | ----- | ---- | ------------ | ------------ | ------------ | --------------------------- | ------------------- | ------------------- |
| 2003/2004 | Atalanta BC    | Serie B | 41    | 4    | Puchar Włoch | –            | –            | –                           | –                   | –                   |
| 2004/2005 | Atalanta BC    | Serie A | 32    | 3    | Puchar Włoch | 6            | 0            | –                           | –                   | –                   |
| 2005/2006 | ACF Fiorentina | Serie A | 20    | 1    | Puchar Włoch | 2            | 0            | –                           | –                   | –                   |
| 2006/2007 | ACF Fiorentina | Serie A | 36    | 2    | Puchar Włoch | 0            | 0            | –                           | –                   | –                   |
| 2007/2008 | ACF Fiorentina | Serie A | 34    | 2    | Puchar Włoch | 2            | 0            | Puchar UEFA                 | 11                  | 1                   |
| 2008/2009 | ACF Fiorentina | Serie A | 34    | 4    | Puchar Włoch | 0            | 0            | Liga Mistrzów + Puchar UEFA | 8                   | 0                   |
| 2009/2010 | ACF Fiorentina | Serie A | 36    | 2    | Puchar Włoch | 4            | 0            | Liga Mistrzów               | 9                   | 1                   |
| 2010/2011 | ACF Fiorentina | Serie A | 29    | 2    | Puchar Włoch | 0            | 0            | –                           | –                   | –                   |
| 2011/2012 | ACF Fiorentina | Serie A | 24    | 1    | Puchar Włoch | 3            | 0            | –                           | –                   | –                   |
| 2012/2013 | A.C. Milan     | Serie A | 10    | 2    | Puchar Włoch | –            | –            | Liga Mistrzów               | 2                   | 0                   |

## Kariera reprezentacyjna

### Drużyny juniorskie
13 marca 2001 w przegranym 0:3 meczu z Francją Montolivo zadebiutował w reprezentacji Włoch do lat 15. Łącznie rozegrał dla niej osiem meczów. 21 marca 2003 po raz pierwszy wystąpił w zespole do lat 18, a Włosi pokonali 1:0 rówieśników z Belgii. Następnie wychowanek Atalanty zagrał jeszcze w przegranym 0:2 pojedynku przeciwko Szwajcarii. 14 kwietnia 2004 podczas przegranego 0:2 spotkania z Tunezją Montolivo zadebiutował w zespole do lat 19. 18 lipca tego samego roku strzelił bramkę w zwycięskim 4:0 meczu przeciwko Belgii i był to jego pierwszy gol w młodzieżowych reprezentacjach Włoch

### Zespół do lat 21
W 2004 Claudio Gentile po raz pierwszy powołał Montolivo do reprezentacji Włoch U-21. Gracz Fiorentiny zadebiutował w niej 3 września podczas wygranego 2:0 spotkaniu z Norwegią. Razem z nią w 2006 wystąpił na mistrzostwach Europy juniorów. Włoska reprezentacja z turnieju została wyeliminowana już w fazie grupowej, w której zajęła trzecie miejsce. Rok później „Azzurrini” prowadzeni już przez trenera Pierluigiego Casiraghiego pojechali do Holandii na Euro 2007. Podobnie jak przed rokiem, włoska drużyna U-21 została wyeliminowana już w rundzie grupowej. Montolivo na turnieju był podstawowym graczem swojego zespołu i wystąpił we wszystkich trzech pojedynkach. Łącznie dla reprezentacji do lat 21 piłkarz rozegrał 20 meczów i strzelił trzy gole.

### Dorosła reprezentacja
Na początku października 2007 trener dorosłej reprezentacji Włoch – Roberto Donadoni powołał Montolivo do kadry „Squadra Azzura” na spotkanie eliminacji do Euro 2008 przeciwko Gruzji. W meczu tym piłkarz ostatecznie nie wystąpił, a w reprezentacji zadebiutował 17 października w wygranym 2:0 towarzyskim pojedynku z RPA. 20 maja 2008 Donadoni podał nazwiska 24 zawodników, z których miał wybrać 23 do udziału w Mistrzostwach Europy 2008. W kadrze znalazł się między innymi Riccardo Montolivo, jednak Donadoni nie powołał go ostatecznej do turniejowej kadry. Selekcjoner swoją decyzję uargumentował tym, że Montolivo był bardzo eksploatowany w meczach Fiorentiny przez trenera Cesarego Prandellego oraz że w przyszłości będzie podstawowym graczem zespołu narodowego.
23 lipca Pierluigi Casiraghi powołał Montilivo do prowadzonej przez siebie olimpijskiej reprezentacji Włoch na Igrzyska Olimpijskie w Pekinie. Włochy z siedmioma punktami na koncie zajęły pierwsze miejsce w rundzie grupowej i awansowały do ćwierćfinału. W nim przegrały jednak 2:3 z reprezentacją Belgii i zostały wyeliminowane z igrzysk. Na olimpiadzie Montolivo był podstawowym graczem swojego zespołu i wystąpił we wszystkich czterech pojedynkach w pełnym wymiarze czasowym. Montolivo strzelił jedną z bramek w wygranym 3:0 spotkaniu rundy grupowej z Koreą Południową.
W październiku nowy trener reprezentacji Włoch – Marcello Lippi powołał Montolivo do kadry drużyny narodowej na mecze eliminacji do MŚ 2010 z Bułgarią i Czarnogórą. 11 października Montolivo wystąpił w zremisowanym 0:0 spotkaniu z Bułgarią i w 68. minucie został zmieniony przez Simone Perrottę. Następnie Montolivo występował tylko w pojedynkach towarzyskim – zagrał w meczach z Grecją (remis 1:1), Brazylią (przegrana 0:2) oraz Irlandią Północną (wygrana 3:0). 5 czerwca 2009 zawodnik został powołany przez Marcello Lippiego do kadry na Puchar Konfederacji. 10 czerwca Montolivo wystąpił w zwycięskim 4:3 towarzyskim meczu z Nową Zelandią przygotowującym do startu w turnieju. Z Pucharu Konfederacji Włosi zostali wyeliminowani w rundzie grupowej. Sam Montolivo wystąpił we wszystkich 3 meczach – w pojedynkach z USA (wygrana 3:1) i Egiptem (przegrana 0:1) wchodził na boisku w drugiej połowie z ławki rezerwowych, natomiast w spotkaniu przeciwko Brazylii (porażka 0:3) grał przez pierwszą część meczu.
Na początku 2010 Montolivo powiedział, że jest pewny miejsca w kadrze drużyny narodowej na Mistrzostwa Świata w RPA. 1 czerwca 2010 Marcello Lippi powołał go do kadry na mundial. W pierwszym meczu turnieju z Paragwajem (1:1) Montolivo zastąpił w podstawowym składzie kontuzjowanego Andreę Pirlo i rozegrał pełne 90 minut, podobnie w drugim spotkaniu przeciwko Nowej Zelandii (1:1). W ostatnim pojedynku w grupie przeciwko Słowacji kapitan Fiorentiny w 56. minucie został zastąpiony właśnie przez Pirlo. Mecz zakończył się przegraną Włochów 2:3 i odpadnięciem z mistrzostw.
Po mistrzostwach nowym selekcjonerem Włochów został Cesare Prandelli, z którym Montolivo współpracował w Fiorentinie. W pierwszym spotkaniu pod wodzą nowego trenera, 10 sierpnia 2010 Włosi przegrali w towarzyskim meczu z WKS 0:1, a Montolivo w 81. minucie zmienił Angelo Palombo. 3 września gracz Fiorentiny wystąpił w wygranym 2:1 pierwszym meczu eliminacji do Euro 2012 z Estonią i grał do 75. minuty.
Jest wicemistrzem Europy z 2012.

## Styl gry i umiejętności
Montolivo uważany jest za piłkarza wszechstronnego. Najczęściej występuje na pozycji środkowego pomocnika i pełni rolę rozgrywającego. Grywa również jako defensywny lub ofensywny pomocnik, a z konieczności może być wystawiany na pozycji napastnika. Jego największe atuty to wyszkolenie techniczne, precyzyjne podania oraz silne strzały z dystansu. W Fiorentinie regularnie wykonywał stałe fragmenty gry. Jest zawodnikiem ambitnym i walecznym. Słabymi stronami Montolivo są gra głową oraz siła fizyczna. Piłkarz porównywany jest między innymi do Cesca Fàbregasa.